# جادوگر (فیلم ۲۰۱۵)
جادوگر (انگلیسی: The Witch) یک فیلم ترسناک فولک محصول ۲۰۱۵ است که به‌دست رابرت اگرز در نخستین تجربهٔ کارگردانی فیلم بلندش نوشته و کارگردانی شده است. آنیا تیلور-جوی، رالف اینسون، کیت دیکی، هاروی اسکریمشاو، الی گرینگر و لوکاس داوسون در این فیلم ایفای نقش می‌کنند. این فیلم در نیوانگلند دههٔ ۱۶۳۰ جریان دارد و داستان خانواده‌ای پیوریتن را دنبال می‌کند که قربانی نیروی شیطانی در جنگل‌های آن سوی مزرعه‌شان می‌شوند.
این فیلم محصول مشترک ایالات متحده و کانادا است و نخستین بار در جشنواره فیلم ساندنس در ۲۷ ژانویه ۲۰۱۵ به نمایش درآمد و به‌شکل گسترده به‌وسیلهٔ ای۲۴ در ۱۹ فوریه ۲۰۱۶ منتشر شد. این فیلم از نظر هنری و تجاری موفق بود و ۴۰ میلیون دلار در برابر بودجه ۴ میلیون دلاری فروش داشت. برخی آن را یکی از بهترین فیلم‌های ترسناک دههٔ ۲۰۱۰ می‌دانند.

## داستان
در نیوانگلند دههٔ ۱۶۳۰، مهاجر انگلیسی ویلیام و خانواده‌اش—همسرش کاترین، دختر نوجوانش توماسین، پسر نابالغ کالب، دوقلوهای برادر جوان مرسی و جوناس—به دلیل اختلافات مذهبی از منطقهٔ پیوریتن تبعید می‌شوند. آن‌ها مزرعه‌ای در نزدیکی یک جنگل بزرگ و منزوی می‌سازند و کاترین فرزند پنجم خود، ساموئل را به دنیا می‌آورد. ساموئل در حالی که تحت مراقبت توماسین است، ناگهان ناپدید می‌شود. مشخص می‌شود که یک جادوگر ساموئل را دزدیده و کشته است تا از بدن او برای ساختن نوعی مادهٔ پرواز استفاده کند.
کاترین که از این فقدان ویران شده، روزهایش را با گریه و دعا می‌گذراند. ویلیام کالب را به شکار در جنگل می‌برد، جایی که کالب از خود می‌پرسد که ساموئلِ تعمیدنیافته به بهشت رفته است یا خیر. در پاسخ، ویلیام فاش کرد که او مخفیانه جام نقره‌ای ارزشمند کاترین را با لوازم شکار معاوضه کرده است. در مزرعه، دوقلوها با بز نر خانواده که فیلیپ سیاه نام دارد بازی می‌کنند و بچه‌ها می‌گویند بز با آنها صحبت می‌کند. کاترین توماسین را به خاطر جا انداختن جام نقره‌ای خود سرزنش می‌کند و او را مسئول از دست دادن ساموئل می‌داند. در آن شب، بچه‌ها می‌شنوند که پدر و مادرشان در مورد گرسنگی احتمالی‌شان بحث می‌کنند و برنامه‌ریزی می‌کنند تا توماسین را برای خدمت به خانواده دیگری بفرستند.
صبح روز بعد، توماسین و کالب یواشکی به جنگل می‌روند تا تله شکار را بررسی کنند. سگ آن‌ها فاولر یک خرگوش را تعقیب می‌کند و کالب هم آن را دنبال می‌کند. خرگوش اسب آن‌ها را می‌ترساند و توماسین به زمین می‌افتند و بیهوش می‌شود. کالب گم می‌شود و بدن بی دل روده سگشان فاولر را کشف می‌کند. با کاوش بیشتر، حفرهای را کشف می‌کند که در آن جادوگری به شکل یک زن جوان اغواکننده بیرون می‌آید و او را می‌بوسد. توماسین بیدار می‌شود و با دنبال کردن صدای ویلیام راه خانه را پیدا می‌کند. در حالی که کاترین توماسین را به خاطر بردن کالب به جنگل سرزنش می‌کند، ویلیام فاش می‌کند که فنجان را فروخته است.
در آن شب، کالب برهنه، هذیان و مرموز به مزرعه بازمی‌گردد. کاترین پیشنهاد می‌کند که کالب قربانی جادوگری شده است و برای او دعا می‌کند. روز بعد، کالب دچار تشنج‌های شدید می‌شود و یک سیب کامل استفراغ می‌کند، قبل از اینکه عاشقانه عشق خود را به مسیح اعلام کند و در آرامش بمیرد. دوقلوها توماسین را به انجام جادوگری متهم می‌کنند، اما توماسین به نوبه خود آن دو را به خاطر مکالمات فرضی خود با فیلیپ سیاه متهم می‌کند و با پدرش به‌خاطر قصدش برای از خانه بیرون کردن او درگیر می‌شود. ویلیام که از رفتار فرزندانش عصبانی شده است، آن‌ها را در خانه بزها حبس می‌کند.
در نیمه‌های شب، دوقلوها و توماسین بیدار می‌شوند و جادوگر را می‌بینند که به‌شکل پیرزنی برهنه ظاهر می‌شود و خون یک بز ماده را می‌نوشد. او به سمت آن‌ها برمی گردد و می‌خندد، و سپس توماسین با وحشت به دوقلوها حمله می‌کند. در خانه، کاترین در توهم می‌بیند که کالیب و ساموئل بازگشته‌اند. او ساموئل را می‌گیرد و از او پرستاری می‌کند. در حقیقت، او سینه‌های خود را در معرض کلاغی قرار داده است که به بدن او نوک می‌زند. در سحرگاه، ویلیام متوجه می‌شود که اصطبل بز از بین رفته، بزها شکم دریده‌اند، دوقلوها گم شده‌اند و توماسین با دستان خون‌آلود بیهوش است. در حالی که توماسین بیدار می‌شود، فیلیپ سیاه با شاخ خود ویلیام را می‌کشد. کاترین بی‌بندوباری توماسین را به خاطر هر اتفاقی که افتاده سرزنش می‌کند و سعی می‌کند او را خفه کند و توماسین مجبور می‌شود در دفاع مادرش را با داس لبه‌کوتاه بکشد.
اکنون توماسین تنها وارد خانه بز می‌شود و از فیلیپ سیاه می‌خواهد که با او صحبت کند. بز با صدای انسانی پاسخ می‌دهد و زندگی مورد نظرش را به او پیشنهاد می‌کند. وقتی توماسین می‌پذیرد، او تبدیل به یک مرد خوش‌تیپ و مشکی پوش می‌شود، به توماسین می‌گوید که لباس‌هایش را در بیاورد و نامش را در کتاب ثبت کند. توماسین با همراهی بلک فیلیپ، برهنه وارد جنگل می‌شود و گردهمایی را می‌بیند که بزم جادوان در اطراف آتش بزرگ ایستاده‌اند. جادوگران در هوا شناور می‌شوند. توماسین به آن‌ها ملحق می‌شود و خنده‌کنان از بالای درختان اوج می‌گیرد.

## بازیگران
- آنیا تیلور-جوی در نقش توماسین
- رالف اینسون در نقش ویلیام
- کیت دیکی در نقش کاترین
- هاروی اسکریمشاو در نقش کالب
- الی گرینگر در نقش مرسی
- لوکاس داوسون در نقش جوناس
- جولیان ریچینگز در نقش فرماندار
- باتشبا گارنت در نقش جادوگر
  - سارا استفنز در نقش جادوگر (جوان)
- وهاب چادری در نقش فیلیپ سیاه (هم صدا و هم شکل انسان)
  - چارلی در نقش فیلیپ سیاه (بز)[۱۴]

## تولید

### ایجاد
رابرت اگرز که ساکن نیوهمپشایر بود، برای نوشتن این فیلم از شیفتگی دوران کودکی‌اش به جادوگران و بازدیدهای مکررش از مزرعه پلموت در دوران مدرسه الهام گرفت. اگرز پس از ارائه ناموفق فیلم‌هایی که «خیلی عجیب و غریب، بیش از حد مبهم» بودند، متوجه شد که باید فیلم معمولی‌تری بسازد. او در یک پرسش و پاسخ گفت: «اگر قرار است فیلمی با ژانر بسازم باید شخصی باشد و خوب باشد.» کارگردان آلفونسو کوارون در سال ۲۰۱۳ فیلم‌نامه را خواند و گفت که این فیلمنامه او را «بیش از هر چیز کنجکاو» کرده است. تیم تولید به‌طور گسترده با موزه‌های بریتانیا و آمریکا و همچنین با کارشناسانی در مورد کشاورزی قرن هفدهم بریتانیا کار کرد. اگرز می‌خواست دکور ساخته‌شده تا حد امکان از نظر تاریخی دقیق باشد، و به همین دلیل یک کاهگل‌کن سقف و یک نجار را به ترتیب از ویرجینیا و ماساچوست وارد پروژه کرد که تجربه مناسبی از ساختن دکور به سبک دورهٔ فیلم را داشتند.
اگرز می‌خواست این فیلم را در لوکیشن نیوانگلند فیلم‌برداری کند، اما به‌دلیل مشوق‌های مالیاتی مطلوب، تصمیم گرفت این فیلم در کانادا فیلم‌برداری شود. این موضوع برای او مشکل‌ساز شد، زیرا او نتوانست محیط جنگلی مورد نظر خود را در کشور پیدا کند. او در نهایت شروع به جستجوی «خارج از نقشه» کرد و مکان مناسبی (کیوسک، انتاریو) را یافت که «بسیار دور» بود. به گفتهٔ اگرز، نیوهمپشایر در مقایسه با این منطقه دورافتاده مانند یک کلان‌شهر به نظر می‌رسید.
مراحل انتخاب بازیگران در انگلستان انجام شد، زیرا اگرز لهجه‌های اصیلی را برای نمایش خانواده‌ای که به‌تازگی وارد پلیموت مستعمره‌شده بودند می‌خواست.

### فیلم‌برداری
اگرز برای اینکه به این فیلم جلوه معتبری بدهد، آن را فقط «با نور طبیعی و در داخل خانه، تنها نورپردازی شمع‌ها» فیلمبرداری کرد. او همچنین عنوان فیلم را به شکل The VVitch (با دو "V" به جای "W") در تیتراژ و روی پوسترها انتخاب کرد و اظهار داشت که این املا را در جزوه‌ای از دوره جاکوبین در مورد جادوگری، در میان متن‌های دوره دیگر یافته است.
در دسامبر ۲۰۱۳، طراح لباس لیندا مویر به عوامل ملحق شد و ۳۵ کتاب در مجموعهٔ لباس‌های مردم عادی در دورهٔ الیزابتی و استوارت اولیه انگلستان برای طراحی لباس‌ها که با پشم، کتان و کنف ساخته شده بودند را بررسی کرد. او همچنین برای کسب بودجه بیشتر لباس با عوامل گفت‌وگو داشت.

### موسیقی
مارک کوروِن موسیقی متن فیلم را نوشت که هدف آن «تنش و ناهماهنگی» و در عین حال تمرکز بر مینیمالیسم بود. اگرز استفاده از هر گونه ساز الکترونیکی را منع کرد و هیچ هارمونی یا ملودی سنتی در موسیقی نمی‌خواست؛ بنابراین کوروِن انتخاب کرد که با سازهای غیر معمول، از جمله نیکل هارپا و واترفون، موسیقی بسازد. او می‌دانست که کارگردان دوست دارد تا حدی کنترل خلاقانه داشته باشد، بنابراین به اجرای بی‌قاعده مبتنی بر بداهه‌پردازی تکیه کرد «تا [اگرز] بتواند هر زمان که می‌خواهد نت‌ها را جابه‌جا کند».

## انتشار
این فیلم نخستین نمایش جهانی خود را در ۲۷ ژانویه ۲۰۱۵ در جشنواره فیلم ساندنس ۲۰۱۵ داشت. این فیلم در ۱۸ سپتامبر ۲۰۱۵ در بخش ارائه‌های ویژه جشنواره بین‌المللی فیلم تورنتو ۲۰۱۵ به نمایش درآمد.
A24 و DirecTV Cinema حقوق پخش فیلم را به دست آوردند. از آنجایی که در اکران‌های قبلی واکنش‌های بسیار مثبتی دریافت کرد، استودیوها تصمیم گرفتند این فیلم را در سینماهای بزرگ ایالات متحده اکران کنند که در ۱۹ فوریه ۲۰۱۶ اتفاق افتاد.
این فیلم در ۱۷ می ۲۰۱۶ توسط Lionsgate Home Entertainment به صورت بلوری و اچ‌دی دیجیتال در ایالات متحده منتشر شد. نسخهٔ فورکی اولترا اچ‌دی بلوری این فیلم در ۲۳ آوریل ۲۰۱۹ منتشر شد.

## بازخورد

### گیشه
جادوگر ۲۵٫۱ میلیون دلار در ایالات متحده و کانادا و ۱۵٫۳ میلیون دلار در مناطق دیگر به دست آورد که مجموع فروش جهانی آن ۴۰٫۴ میلیون دلار شد.
در ایالات متحده و کانادا، این فیلم در کنار برخاسته و مسابقه اکران شد و پیش‌بینی شد در آخر هفته افتتاحیه خود از ۲٫۰۴۶ سینما ۵ تا ۷ میلیون دلار فروش داشته باشد. این فیلم در روز نخست ۳٫۳ میلیون دلار و در آخر هفته افتتاحیه ۸٫۸ میلیون دلار فروش داشت و پس از ددپول (۵۶٫۵ میلیون دلار)، پاندای کونگ‌فوکار ۳ (۱۲٫۵ میلیون دلار) و برخاسته (۱۱٫۸ میلیون دلار) در جایگاه چهارم گیشه قرار گرفت.

### واکنش نقادانه
این فیلم در وبگاه جمع‌آوری نقد راتن تومیتوز بر اساس ۳۳۷ نقد، امتیاز تأییدی ۹۱٪ با میانگین نمرهٔ ۷٫۸/۱۰ را دارد. در بخش اجماع منتقدان این وب‌سایت آمده است: «جادوگر به همان اندازه که از نظر بصری جذاب است، تأمل‌برانگیز هم هست و شیوه عمیقاً حیرت‌انگیز در ژانر وحشت با ساختار تدریجی ارائه می‌دهد که نویدبخش کارهای بزرگی برای نویسنده-کارگردان تازه‌کار رابرت اگرز است.» این فیلم در متاکریتیک که بر اساس میانگین وزنی نقد می‌کند، بر اساس ۴۶ نقد، امتیاز ۸۴ از ۱۰۰ را کسب کرد که نشانگر «تحسین همگانی» است. تماشاگران شرکت‌کننده در نظرسنجی سینماسکور به فیلم نمره میانگین «C−» از A+ تا F دادند، در حالی که پست‌تراک گزارش داد که تماشاگران به فیلم امتیاز کلی ۵۵٪ مثبت داده‌اند و ۴۱٪ درصد تماشای آن را قطعاً توصیه می‌کنند.